# Bruno Santon
Bruno Santon (Marghera, 25 giugno 1942 – Livorno, 15 dicembre 2023) è stato un calciatore italiano, di ruolo centrocampista (a  inizio carriera), ed in seguito centravanti.

## Carriera
Ha disputato 11 partite nella Serie A 1961-1962, mettendo a segno una rete in occasione del clamoroso successo sulla Juventus del 15 aprile 1962 con la maglia del Venezia,, con cui ha disputato anche (in due diversi periodi) 4 campionati di Serie B, ottenendo una promozione in massima serie nell'annata 1960-1961.
Nella stagione 1962-1963 ha militato nel Cagliari, disputando 19 incontri fra i cadetti e realizzando una rete.
Nell'annata 1965-1966 ottiene la sua seconda promozione in A con la maglia del Mantova.
Dalla stagione 1966-1967 alla stagione 1969-1970 ha giocato nel Livorno in Serie B. Con gli amaranto ha messo a segno 25 reti, di cui 3 su calcio di rigore. Prima di approdare al Livorno, aveva militato per altre due stagioni nel Venezia, e per una nel Mantova.
All'inizio del campionato di Serie B 1967-1968 fu squalificato per tre turni a causa di un comportamento irriguardoso nei confronti di un avversario: durante la partita Reggina-Livorno valevole per la prima giornata, Santon venne più volte stuzzicato dal portiere della Reggina Bruno Jacoboni, il quale ripeteva al giocatore del Livorno che nel corso di quell'incontro non sarebbe riuscito a realizzare una rete; durante la partita arrivò un cross in area per Santon, ed egli, prima di colpire di testa, fece il gesto dell'ombrello al portiere reggino e successivamente realizzò la rete che valse la vittoria finale.
In carriera ha collezionato complessivamente 11 presenze ed una rete in Serie A e 195 presenze e 51 reti in Serie B.
Rimasto legato alla città di Livorno, una volta chiusa l'attività di calciatore ha aperto un distributore di benzina nella città labronica.

## Palmarès

### Club

#### Competizioni nazionali
- Serie B: 1

Venezia: 1960-1961